# Phấn hoa học

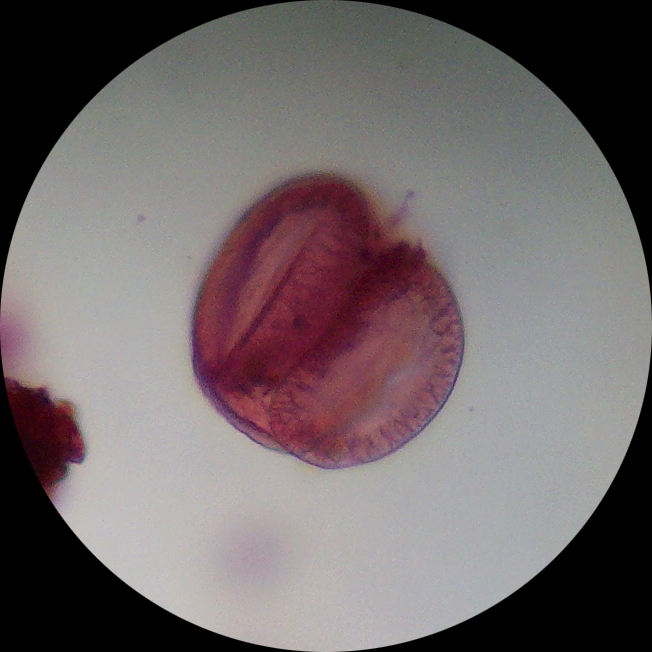
Phấn hoa cây thông dưới kính hiển vi.

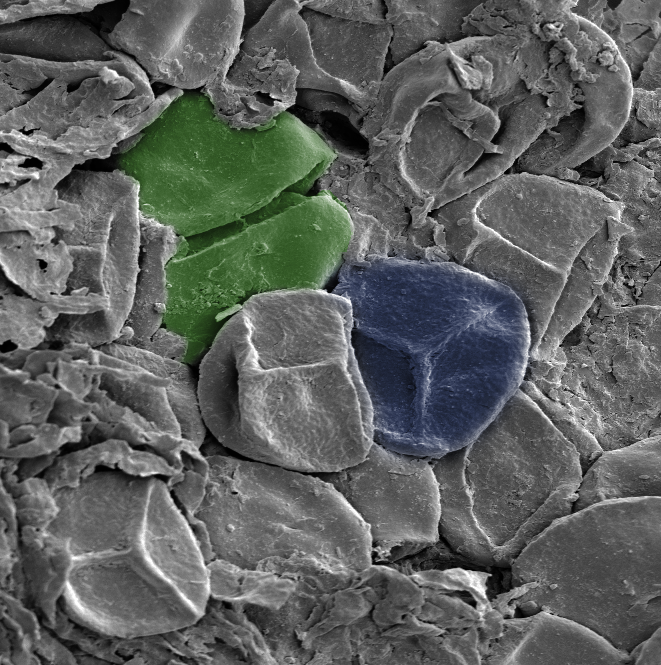
1 nang bào tử Silurian muộn mang các bào tử ba. Các bào tử như vậy cung cấp bằng chứng sớm nhất về sự sống trên đất liền. Màu xanh lá cây: Một bào tử bốn. Màu xanh dương: Một bào tử mang dấu ba – vết hình chữ Y. Các bào tử có chiều dài khoảng 30 đến 35 Micrômét.

Phấn hoa học về nghĩa đen có nghĩa là "ngành khoa học nghiên cứu về phấn hoa" hoặc của "các hạt rải rác". Một nhà phấn hoa học nguyên bản sẽ phân tích các mẫu hạt vật chất được thu thập từ không khí, từ nước hoặc từ các mỏ bao gồm trầm tích ở mọi lứa tuổi. Tình trạng và sự xác định của các hạt đó, hữu cơ hay vô cơ, cung cấp cho các nhà nghiên cứu khoa học đầu mối về cuộc sống, môi trường và các điều kiện năng lượng đã tạo ra chúng.
Thuật ngữ này thường được sử dụng để chỉ một tập hợp con của ngành học, được định nghĩa là sự nghiên cứu các vật thể siêu nhỏ của thành phần hữu cơ đại phân tử (đó là, các hợp chất của carbon, hydro, nitơ và oxy), không có khả năng hòa tan trong axit clohydric hoặc axit flohydric "".Đó là khoa học nghiên cứu về đương đại và hóa thạch bào tử phấn hoa, bao gồm phấn hoa, bào tử, cấu trúc tế bào hình thoi, tảo đơn bào hai roi, vi hoá thạch đơn bào Acritarch, Chitinozoa và ngành giun học, cùng với hạt hữu cơ (POM) và kerogen được tìm thấy trong các đá trầm tích và các trầm tích. Phấn hoa học không bao gồm tảo cát, trùng lỗ hoặc các sinh vật khác với silic hoặc khung xương đá vôi.

## Định nghĩa
Phấn hoa học có nghĩa đen là "nghiên cứu về phấn hoa" hoặc của "các hạt rải rác". Một nhà phấn hoa học cổ điển sẽ phân tích các mẫu hạt vật chất được thu thập từ không khí, từ nước hoặc từ các mỏ bao gồm trầm tích ở mọi lứa tuổi. Tình trạng và sự xác định của các hạt đó, hữu cơ hay vô cơ, cung cấp cho các nhà nghiên cứu khoa học đầu mối về cuộc sống, môi trường và các điều kiện năng lượng đã tạo ra chúng.
Thuật ngữ này thường được sử dụng để chỉ một tập hợp con của ngành học, được định nghĩa là sự nghiên cứu các vật thể siêu nhỏ của thành phần hữu cơ đại phân tử (đó là, các hợp chất của carbon, hydro, nitơ và oxy), không có khả năng hòa tan trong axit clohydric hoặc axit flohydric "".Đó là khoa học nghiên cứu về đương đại và hóa thạch bào tử phấn hoa, bao gồm phấn hoa, bào tử, cấu trúc tế bào hình thoi, tảo đơn bào hai roi, vi hoá thạch đơn bào Acritarch, Chitinozoa và ngành giun học, cùng với hạt hữu cơ (POM) và kerogen được tìm thấy trong các đá trầm tích và các trầm tích. Phấn hoa học không bao gồm tảo cát, trùng lỗ hoặc các sinh vật khác với silic hoặc khung xương đá vôi.
Bào tử phấn hoa học được biết như một khoa học liên ngành quan trọng của khoa học trái đất (địa chất học hoặc khoa học địa chất) và khoa học sinh học (sinh học), đặc biệt là khoa học thực vật (thực vật học). Địa tầng phấn hoa học, thuộc một nhánh của vi sinh vật học và cổ sinh vật học, những nghiên cứu về hóa thạch phấn hóa từ Thời kỳ Tiền Cambri đến Thế Holocen.

### Bào tử phấn hoa
Bào tử phấn hoa được định nghĩa rộng rãi là các hữu cơ vi hóa thạch có kích thước từ 5 đến 500 Micrômét. Chúng được khai thác từ các đá trầm tích và các lõi trầm tích cả vật lý, bởi cách thức nghiên cứu siêu âm và sàng lọc bằng nước, cả hóa học, bằng sự phân hủy hóa học để loại bỏ những phần vô cơ. Bào tử phấn hóa có thể bao gồm những chất hữu cơ như là kitin, giả kitin và polyme sporopollenin. Bào từ phấn hoa có một sự miêu tả phân loại học thường được gọi là palynotaxa.
Bào tử phấn hoa tạo thành địa chất học góp phần quan trọng trong việc xác định cuộc sống tiền sử mà được hình thành vào thời điểm trầm tích được đặt xuống. Kết quả là những vi hóa thạch đã cung cấp những manh mối quan trọng của cổ địa lý học thịnh hành vào thời điểm đó. Tiện ích cổ sinh vật học đó bắt nguồn từ số lượng phong phú trong hàng triệu mỗi gam tế bào hữu cơ trầm tích biển, thậm chí những trầm tích không bao gồm những thứ thuộc về hóa thạch.Bào tử phấn hoa đã bị phá hủy trong các đá biến chất hoặc các đá kết tinh.
Điển hình bào tử phấn hoa là những tảo đơn bào hai roi, các vi sợi hữu cơ, bào tử, phấn hoa, nấm, giun (sợi protein trong răng, hàm và các tính năng liên quan của giun nhiều tơ ngành giun đốt), nội tạng động vật chân đốt (như là phần miệng côn trùng), động vật vỏ kitin và trùng lỗ. Bào tử phấn hoa cấu trúc kính hiển vi có nhiều nhất trong có nhiều trong hầu hết các trầm tích có khả năng chống chiết suất phấn hoa thông thường bao gồm axit và base mạnh, và acetolysis, acetolysis hoặc sự tách mật độ (khối lượng riêng).

### Tướng đá phấn hoa
Một tướng đá phấn hoa là tập hợp hoàn chỉnh của vật chất hữu cơ và bào tử phấn hoa trong một tích tụ hóa thạch. Thuật ngữ này đã được nhà địa chất học tên André Combaz đưa ra vào năm 1964. Các nghiên cứu về tướng đá phấn hoa thường được liên kết với những cuộc điều tra về địa hóa học hữu cơ của đá trầm tích. Nghiên cứu về những tướng đá phấn hoa của một môi trường trầm tích có thể được sử dụng để hiểu về môi trường trầm tích cổ đại của những đá trầm tích trong những cuộc thăm dò địa chất, thường kết hợp với việc phân tích phấn hoa và hệ số phản xạ vitrinit.
Tướng đá phấn hoa có thể được sử dụng trong hai cách:
- Tướng đá phấn hoa hữu cơ bao gồm tất cả các axit hạt vật chất (POM) không hòa tan, bao gồm kerogen và các bào tử phấn hoa bên trong các trầm tích và sản phẩm phấn hoa trong các đá trầm tích. Các sản phẩm được sàng lọc hoặc không sàng lọc có thể được kiểm tra bằng cách sử dụng rải gắn kết trên tấm kính hiển vi, có thể được kiểm tra bằng cách truyền qua kính hiển vi sinh học hoặc tia cực tím (UV) của kính hiển vi huỳnh quang. Sự phong phú, thành phần và bảo quản của các thành phần khác nhau, cùng với sự thay đổi nhiệt độ của các chất hữu cơ được xem xét.
- Tướng hình dạng phấn hoa (palynomorph) bao gồm sự phong phú, thành phần và sự đa dạng của các bào tử phấn hoa trong quá trình chuẩn bị sàng mẫu phân tích phấn hoa từ trầm tích hoặc sự chuẩn bị phấn hoa từ các đá trầm tích. Tỉ lệ của hóa thạch thực vật phù du trong đại dương(các vi sợi hữu cơ và u nang tảo đơn bào hai roi), cùng với Chitinozoa, đến các bào tử phấn hoa từ lục địa (phấn hoa và bào tử) có thể được sử dụng để tính chỉ số trầm tích phát sinh từ lục địa vào môi trường biển.

## Lịch sử

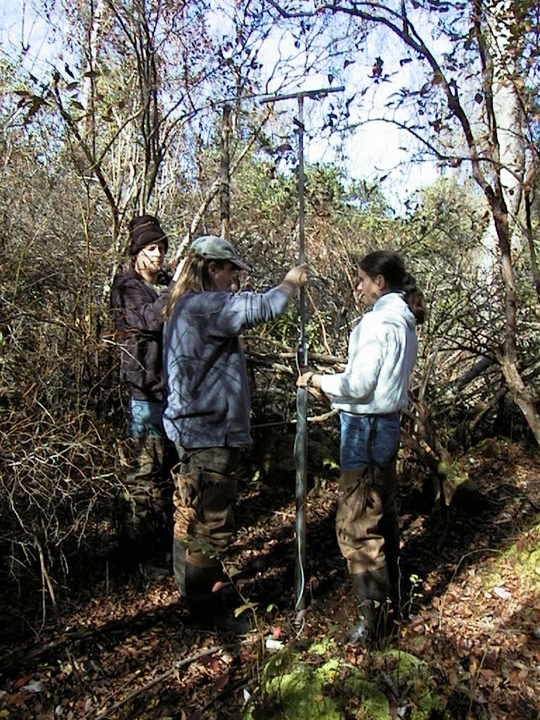
Mẫu lõi phấn hoa, Fort Bragg, North Carolina

### Lịch sử ban đầu
Những quan sát được báo cáo sớm nhất về phấn hoa dưới kính hiển vi có khả năng là vào những năm 1640 bởi nhà thực vật học người Anh tên Nehemiah Grew, người đã mô tả phấn hoa và nhị hoa, và kết luận rằng phấn hoa là cần thiết cho sinh sản hữu tính ở thực vật có hoa.
Đến cuối thập niên 1870, khi kính hiển vi quang học được cải thiện và các nguyên tắc của địa tầng học được áp dụng, Robert Kidston và P. Reinsch đã có thể kiểm tra sự hiện diện của bào tử hóa thạch trong Kỷ Devon và Kỷ Than Đá, và tạo so sánh giữa các bào tử sống và bào tử hóa thạch cổ đại. Những nhà khảo sát ban đầu bao gồm Christian Gottfried Ehrenberg (trùng tia, tảo silic và tảo đơn bào hai roi), Gideon Mantell (Bộ Cổ tảo) và Henry Hopley White (tảo đơn bào hai roi).

### Thập niên 1890 đến thập niên 1940
Phân tích định lượng phấn hoa bắt đầu với công bố của Lennart von Post. Mặc dù ông đã xuất bản bằng tiếng Thụy Điển, nhưng phương pháp của ông đã đạt được một lượng lớn khán giả thông qua các bài giảng của mình. Đặc biệt, bài giảng Kristiania của ông năm 1916 rất thành công trong việc thu hút được nhiều khán giả hơn. Bởi vì các cuộc điều tra ban đầu đã được công bố bằng các ngôn ngữ Bắc Âu (ngôn ngữ bắc Đức), lĩnh vực phân tích phấn hoa chỉ giới hạn ở những nước đó. Sự cô lập kết thúc với ấn phẩm tiếng Đức của Gunnar Erdtman. Phương pháp phân tích phấn hoa trở nên phổ biến rộng rãi khắp Châu Âu và Bắc Mỹ và đã cách mạng hóa những nghiên cứu về biến đổi khí hậu và thực vật Kỷ Đệ Tứ.
Các nhà nghiên cứu phấn hoa trước đó bao gồm Früh (1885), người đã liệt kê nhiều loại phấn hoa phổ biến, và một số lượng lớn về bào tử và hạt phấn hoa thảo mộc. Có một nghiên cứu của Trybom (1888) về các mẫu phấn hoa được lấy từ các trầm tích của các hồ ở Thụy Điển; phấn hoa thông và vân sam đã được tìm thấy rất phổ biến và có thể xem chúng là "hóa thạch tham chiếu". Georg F. L. Sarauw nghiên cứu hóa thạch phấn hoa thế Tân Canh giữa (thế Pleistocene giữa) (tầng Cromerian) vùng cảng Copenhagen. Lagerheim (trong tài liệu Witte năm 1905) và C. A.Weber (trong tài liệu H. A. Weber năm 1918) dường như là một trong những người đầu tiên thực hiện tính toán 'tần suất phần trăm'.

### Thập niên 1940 đến thập niên 1989
Thuật ngữ phấn hoa học được giới thiệu bởi Hyde và Williams vào năm 1944, sự tương ứng sau đây với nhà địa chất học người Thụy Điển tên Ernst Antevs, trong các trang của Nghiên cứu vòng đời sinh học của phấn hoa (một trong những tạp chí đầu tiên dành cho phân tích phấn hoa, được sản xuất bởi Paul Sears tại Bắc Mỹ). Hyde và Williams chọn phấn hoa học trên cơ sở Greek từ paluno mang nghĩa 'rắc' và pale mang nghĩa 'bụi' (và từ đó tương tự cho tiếng Latin từ phấn hoa).
Phân tích phấn hoa ở Bắc Mỹ bắt nguồn từ Phyllis Draper, một sinh viên MS thuộc Sears tại Đại học Oklahoma. Trong thời gian còn là sinh viên, cô đã phát triển sơ đồ phấn hoa đầu tiên từ một mẫu mô tả tỷ lệ phần trăm của một số loài ở các độ sâu khác nhau tại Curtis Bog. Đây là sự ra đời của phân tích phấn hoa ở Bắc Mỹ; các sơ đồ phấn hoa ngày nay vẫn thường giữ nguyên định dạng với độ sâu trên trục y và sự phong phú của các loài trên trục x.

### Thập niên 1990 đến đầu thế kỉ 21
Phân tích phấn hoa tiến bộ nhanh chóng trong giai đoạn này do những tiến bộ trong quang học và máy tính. Phần lớn khoa học đã được sửa đổi bởi Johannes Iversen và Knut Fægri trong sách giáo khoa của họ về chủ đề này.

## Phương pháp của sự nghiên cứu bào tử phấn hoa

### Sự chuẩn bị hóa chất
Phân hủy hóa học theo một số bước. Ban đầu phương pháp điều trị hóa học duy nhất được các nhà nghiên cứu sử dụng là điều trị bằng Kali hydroxide (KOH) để loại bỏ tính bền của axit humic; sự tách keo tụ đã được thực hiện thông qua xử lý bề mặt hoặc điều trị siêu âm, mặc dù tần số siêu âm có thể làm cho phấn hoa bị vỡ. Vao năm 1924, tác dụng của Axit flohydric (HF) để phân hủy khoáng vật Silicat đã được giới thiệu bởi Assarson và Granlund, giảm đáng kể lượng thời gian cần thiết để quét các bào tử phấn hoa. Các nghiên cứu bào tử phấn hoa sử dụng than bùn là một thách thức điển hình vì sự hiện diện của vật liệu hữu cơ được bảo quản tốt, bao gồm cả rễ con tốt, rêu và rác hữu cơ. Đây là thách thức lớn cuối cùng trong việc chuẩn bị hóa chất của vật liệu cho nghiên cứu phấn hoa. Acetolysis đã được phát triển bởi Gunnar Erdtman và em trai ông để loại bỏ những vật liệu xenlulôzơ tốt bằng cách hòa tan chúng. Trong mẫu acetolysis được xử lý bằng axetic anhydride và axit sulfuric, giải thể chất xenlulôzơ và từ cung cấp tầm nhìn tốt hơn cho bào tử phấn hoa.
Một số bước của phương pháp điều trị hóa học đòi hỏi sự chăm sóc đặc biệt vì lý do an toàn, điển hình là việc sử dụng HF mà khuếch tán rất nhanh qua da và, gây bỏng hóa chất nghiêm trọng, và có thể gây tử vong.
Một điều trị khác bao gồm tuyển nổi dầu hỏa cho vật liệu kitin.

### Phân tích
Sau khi các mẫu đã được xử lý hóa học, chúng được gắn vào lam kính bằng dầu silicon, glyxêrin hoặc glycerol-jelly và được phân tích dưới Kính hiển vi quang học hoặc phân tích bằng kính hiển vi điện tử quét.
Các nhà nghiên cứu thường sẽ nghiên cứu các mẫu hiện đại từ một số vị trí riêng biệt trong một khu vực nhất định hoặc các mẫu từ một vị trí nhưng quan sát theo thời gian dài, chẳng hạn như các mẫu thu được từ trầm tích than bùn hoặc hồ. Nhiều nghiên cứu gần đây đã sử dụng kỹ thuật tương tự hiện đại trong đó các mẫu cổ sinh vật được so sánh với các mẫu hiện đại mà thảm thực vật mẹ được biết đến.
Khi các mẫu được quan sát dưới kính hiển vi, nhà nghiên cứu đếm số lượng hạt của mỗi loại phấn hoa. Kết quả này sau đó được trình bày ở dạng biếu đồ phấn hoa. Những dữ liệu này có thể được sử dụng để phát hiện hậu quả của các tác động nhân sinh, như là sự khai khẩn rừng núi, các kiểu sử dụng đất truyền thống hoặc biến đổi khí hậu dài hạn trong khu vực

## Ứng dụng
Có thể được áp dụng cho các vấn đề trong nhiều ngành khoa học bao gồm địa chất học, thực vât học, cổ sinh vật học, khảo cổ học, thổ nhưỡng học, và địa vật lý:
- Sinh địa tầng học và địa thời học. Các nhà sinh học sử dụng các nghiên cứu phấn hoa trong sinh địa tầng học để tương quan địa tầng và xác định mối quan hệ tuổi của một địa tầng, mặt địa tầng, sự cấu thành hoặc sự nối tiếp địa tầng học.

Bởi vì sự phân phối của các sợi vi hữu cơ, chitinozoans, Tảo đơn bào hai roi, phấn hoa và bào tử cung cấp bằng chứng về hệ số tương quan sinh địa tầng học và sự tái thiết lập môi trường cổ đại, một ứng dụng phổ biến và sinh lợi của phấn hoa học trong sự khai thác dầu khí.
- Paleoecology và biến đổi khí hậu. Phấn hoa học có thể được sử dụng để dựng lại thảm thực vật quá khứ (thực vật có phôi) và biển và thảm thực vật phù du nước ngọt, và suy ra môi trường tự nhiên thời cổ đại (palaeoenvironmental) và tình trạng cổ khí hậu học trong một khu vực hàng ngàn hoặc hàng triệu năm trước, một phần cơ bản của nghiên cứu về biến đổi khí hậu.
- Nghiên cứu các tướng đá phấn hoa hữu cơ, trong đó kiểm tra việc bảo quản các chất hữu cơ hạt và bào tử phấn hoa cung cấp thông tin về môi trường lắng đọng trầm tích và môi trường lắng đọng của các đá trầm tích.
- Nghiên cứu sự thay độ năng lượng địa nhiệt kiểm tra màu sắc của bào tự phấn hoa được khai thác trong các đá để cho thấy sự thay đổi liên tục của nhiệt độ và Hydrocarbon của trầm tích, trong đó cung cấp các ước tính tối đa về nhiệt độ thời cổ đại.
- Nghiên cứu hồ học. Phiến nước ngọt và các mảnh động vật và thực vật, bao gồm cả tảo xanh đơn bào và Bộ Cổ tảo (Tảo lục) có thể được sử dụng để nghiên cứu về quá khứ hồ và sự biến đổi khí hậu dài hạn.
- Taxonomy và nghiên cứu tiến hóa. Liên quan đến việc sử dụng các đặc tính hình thái phấn hoa làm nguồn dữ liệu phân loại để phân định các loài thực vật thuộc cùng một họ hoặc chi. Trạng thái khẩu độ phấn hoa thường được sử dụng để phân loại hoặc tìm sự tương đồng giữa các loài cùng loài. Còn được gọi là phân loại khoa học phấn hoa.
- Nghiên cứu pháp y: the study of pollen and other palynomorphs for evidence at a crime scene.
- Nghiên cứu về dị ứng. Các nghiên cứu về sự phân bố địa lý và sản xuất phấn hoa theo mùa, có thể giúp những người bị dị ứng như viêm mũi dị ứng (biến chứng của sốt hoa cỏ).
- Melissopalynology: nghiên cứu về phấn hoa và bào tử được tìm thấy trong mật ong.
- Khảo cổ học phấn hoa cho thấy con người sử dụng thực vật trong quá khứ. Điều này có thể giúp xác định tính thời vụ của việc chiếm giữ địa điểm, sự hiện diện hoặc vắng mặt của các hoạt động hoặc sản phẩm nông nghiệp và 'các khu vực hoạt động liên quan đến thực vật' trong bối cảnh khảo cổ học. Bonfire Shelter là một ví dụ điển hình của ứng dụng này.

## Thêm
- Độ mở (thực vật học)